# ジャズ・オリジナル (バド・パウエルのアルバム)
| 専門評論家によるレビュー | 専門評論家によるレビュー |
| レビュー・スコア         | レビュー・スコア         |
| 出典                     | 評価                     |
| ------------------------ | ------------------------ |
| Allmusic                 | [ 3 ]                    |

『ジャズ・オリジナル』(Jazz Original) は、1955年にジャズ・ピアニストのバド・パウエルがノーグラン・レコードから発表したスタジオ・アルバム。1957年には同一の内容で、『バド・パウエル '57』(Bud Powell '57) と改題して再発された。
ジャズ・スタンダード、すなわち、ジャズにおけるスタンダード曲とされる楽曲ばかりを取り上げており、パウエルの自作曲はまったく収録されていない。ただし、一部の論者が用いる専門用語としての「ジャズ・オリジナル」にあたるのは「ラウンド・ミッドナイト」のみであり、他の楽曲はミュージカルなどのために書かれたものである。

## トラックリスト
録音はすべてモノラルである。アナログ盤LPではA面に前半4曲、B面に後半5曲が収録されていた。
1. ディープ・ナイト (Deep Night)（チャールズ・E・ヘンダーソン（英語版）、ルディ・ヴァリー）- 3:38
2. ザット・オールド・ブラック・マジック (That Old Black Magic)（ハロルド・アーレン、ジョニー・マーサー）- 2:12
3. ラウンド・ミッドナイト ('Round Midnight)（バーニー・ハニゲン、クーティ・ウィリアムス、セロニアス・モンク）- 5:03
4. ザウ・スウェル (Thou Swell)（リチャード・ロジャース、ローレンツ・ハート）- 4:22
5. ライク・サムワン・イン・ラヴ (Like Someone In Love)（ジミー・ヴァン・ヒューゼン、ジョニー・バーク（英語版））- 1:53
6. サムワン・トゥ・ウォッチ・オーヴァー・ミー (Someone To Watch Over Me)（ジョージ・ガーシュウィン、アイラ・ガーシュウィン）- 2:24
7. 恋人よ我に帰れ (Lover Come Back To Me)（オスカー・ハマースタイン2世、シグマンド・ロンバーグ）- 3:28
8. テンダリー (Tenderly)（ウォルター・グロス（英語版）、ジャック・ローレンス）- 3:14
9. ハウ・ハイ・ザ・ムーン (How High The Moon)（モーガン・ルイス（英語版）、ナンシー・ハミルトン）- 4:16

## パーソネル
- バド・パウエル - ピアノ

### #1〜#3
- パーシー・ヒース - ベース
- マックス・ローチ - ドラムス

### #4、#6〜#9
- ロイド・トロットマン（英語版） - ベース
- アート・ブレイキー - ドラムス